# Alison Jiear
Alison Jiear (6 maggio 1965) è una cabarettista, cantante e attrice teatrale australiana.
Ha recitato in diversi musical a Londra, tra cui Jerry Springer The Opera (2003; candidata al Laurence Olivier Award alla migliore attrice in un musical), On The Town (2005), Company (2005) e Xanadu (2015).

## Filmografia
- La diva Julia - Being Julia (Being Julia), regia di István Szabó (2004)
- Les Misérables, regia di Tom Hooper (2012)